# Polizia penitenziaria
La Polizia penitenziaria (PP, en français, la Police pénitentiaire) est le corps de police de l'Administration pénitentiaire en Italie.
Créée en 1990, c'est une des quatre forces de police italiennes, organisée de façon militaire, dont le rôle est de contrôler les 207 prisons italiennes, avec 46 400 policiers (2 100 postes sont à pourvoir en organisation en 2008).